# Шан-Чі
Шан-Чі (англ. Shang-Chi; англійська [ʃɑːŋˈtʃiː] shahng-CHEE), також відомий як Майстер кунг-фу і Брат Руки — супергерой з коміксів американського видавництва Marvel Comics. Персонаж був створений письменником Стівом Енглгартом та художником Джимом Старліном, і вперше з'явився в Special Marvel Edition # 15 (обкладинка датована груднем 1973 року) в бронзовому столітті коміксів. Шан-Чі володіє численними видами бойових мистецтв через що часто згадується як «Майстер Кунг-фу». У наступні роки він набуває здатности створювати незліченні копії себе і приєднується до Месників.
Шан-Чі був відділений від ліцензійної власности письменника Сакса Ромера як невідомий син вигаданого лиходія Фу Манчу. У більш пізніх виданнях його зв'язок з Фу була прибрана після того, як Marvel втратив права на комікси Фу Манчу.
Шан-Чі з'явиться у фільмі "Шан-Чі та легенда десяти кілець", що входить у Кіновсесвіт Marvel, його зіграв Симу Лю.

## Історія піблікації

### Створення
Персонаж був звигаданий в кінці 1972 року. Marvel хотіла адаптувати телевізійну програму «Кунг-фу» для телесеріалу, але не отримала дозволу від Warner Communications — власника шоу і основного конкурента Marvel, DC Comics. Замість цього Marvel придбала права на комікс з головним лиходієм, доктором Фу Манчу. Був розроблений образ Шан-Чі, майстра кунг-фу, який був представлений як раніше невідомий син Фу Манчу. Незважаючи на те, що сам Шан-Чі був оригінальним персонажем, багато хто з героїв коміксу, хто його супруводжував, (особливо Фу Манчу, сер Денис Найланд Сміт, доктор Джеймс Петрі і Фа Ло Суї) були вигадані С. Ромером. Жоден персонаж з телепередачі «Кунг-фу» не був перенесений в новий серіал, хоча Лу Санг в ранньому випуску сильно нагадує Квай Чан Кейна з додаванням вусів. Зовнішній вигляд Шан-Чі був змодельований художником Полом Гуласі за образом Брюса Лі.
Шан-Чі вперше з'явився в коміксі «Special Marvel Edition», № 15 (грудень 1973) за авторством Стіва Енглгарта і Джима Старліна. Він знову з'явився у випуску № 16, а у випуску № 17 (квітень 1974 г.) назва була змінена на «Руки Шан-Чі: Майстер кунг-фу». На тлі захоплення бойовими мистецтвами в Сполучених Штатах в 1970-х роках книга стала дуже популярною, зберігшись до випуску № 125 (червень 1983 року), що включає в себе чотири номери гігантського розміру і щорічник. «Special Collector's Edition» № 1 в 1975 році вийшло під назвою «Savage Fists of Kung Fu» («Дикі кулаки кунг-фу»), перевидавши під однією обкладинкою комікси «The Deadly Hands of Kung Fu» № 1-2, " The Deadly Hands of Kung Fu Special "№ 1; і «Special Marvel Edition» № 15. Шанг-Чі з'являвся в кількох кроссоверах з іншими майстрами бойових мистецтв Marvel, включаючи Білого Тигра, Залізного Кулака і Дочок Дракона (Коллін Уінг і Місті Найт). Він регулярно з'являвся в «The Deadly Hands of Kung Fu» («Смертельних руках кунг-фу»).
З Шан-Чі було ще дві короткі серії коміксів: «Майстер кунг-фу: Чорний, що кровоточить» (1990) і міні-серія «МАКС» — «Майстер кунг-фу: Апокаліпсис пекельного вогню» (2002) того ж художника Пола Гуласі. Персонаж брав участь в двох історіях в антології серії «Marvel Comics Presents»: «Moench» і «Moon Knight Special» (1992). У 1997 році сюжетна лінія з Шан-Чі в головній ролі була перенесена в «Journey into Mystery» № 514—516 і повинна була стати міні-серією для персонажа в 1998 році.
Незважаючи на те, що на Шан-Чі отримана ліцензія, він є персонажем, що належить Marvel. Герой не тільки міцно увійшов до складу «Всесвіту Marvel», а також зіграв другорядну роль у багатьох інших серіях коміксів, таких як «Marvel Team-Up», «Marvel Knights» і «X-Men». У той же час більшість інших оригінальних, ліцензованих персонажів з допоміжного складу були або прибрані, або перейменовані в більш пізніх серіях і розповідях.
У деяких сучасних появах Шан-Чі про його злочинницькому батька згадується або в завуальованій формі, або з використанням безлічі нових імен, оскільки у Marvel більше немає прав на Фу Манчу. У 2010 році в серії коміксів «Таємні месники № 6-10» письменник Ед Брубейкер офіційно вирішив проблему через сюжетну лінію, в якій Рада Тіней воскрешає Фу Манчу у вигляді зомбі, тільки щоб дати зрозуміти читачеві, що «Фу Манчу» був тільки псевдонімом, а справжнє ім'я батька Шан-Чі — Чжен Цзу (стародавній китайський чаклун, який відкрив секрет безсмертя). Точно так же зведена сестра Шан-Чі — Фа Ло Суї — в 2013 році в «Безстрашних захисників» № 8 була перейменована в Чжен Бао Ю («Проклятий Лотос»), в той час як Сміт і Петрі не з'являлися ні в яких коміксах Marvel з моменту закінчення серії «Майстер кунг-фу» в 1983 році. Шан-Чі повернувся в якості головного героя в коміксі «Герої по найму» в 2007 році.

## Життєпис

### Майстер Кунг-фу
Шан-Чі народився в провінції Хунань, Китай і є сином Фу Манчу, китайського злого генія. Мати Шан-Чі була білою американкою, генетично відібраної його батьком. Шан-Чі виховувався і навчався бойовим мистецтвам у свого батька і інших наставників. Вважаючи свого батька доброзичливим гуманістом, юнак вирушає з місією в Лондон з метою вбити доктора Джеймса Петрі, який, як стверджував його батько, був злом і загрозою миру. Після вдалого вбивства Петрі, Шан-Чі зіткнувся з ворогом Фу Манчу, сером Денисом Найландом Смітом, який розкрив юнакові справжню природу свого батька. Він зміг пробитися повз головорізів Фу Манчу в Сі-Фані, в його штаб-квартирі в Манхеттені, і сказав батькові, що вони тепер вороги, поклявшись покласти край його злим планам. Шан-Чі згодом боровся зі своїм прийомним братом Північ, якого їх батько послав убити сина-зрадника, а потім зіткнувся з ад'ютантом Сміта і агентом МІ-6 Блек Джеком Таррою, посланим Смітом для затримання Шан-Чі. Після кількох зустрічей і виникнення довіри в одне одного Шан-Чі, зрештою став союзником сера Дениса Найленда Сміта і МІ-6. Разом зі Смітом, Таррою, іншими агентами MI-6 Клайвом Рестоном і доктором Петрі, який, як з'ясувалося, все ще живий, а також Лейко Ву, його коханою дівчиною, Шан-Чі став героєм безлічі пригод і місій, зазвичай руйнуючи численні плани його батька. Шан-Чі іноді стикався зі своєю зведеною сестрою Фа Ло Суї, яка очолювала власне угруповання в Сі-Фані, але виступала проти планів батька узурпувати владу в своїй злочинній імперії, на котру мала власні плани.
Разом зі Смітом, Таррою, Рестоном, Ю і Петрі герой заснував «Freelance Restorations, Ltd», незалежне шпигунське агентство, що базується в Штормхейвенському замку, Шотландія. Після багатьох сутичок і боїв Шан-Чі, нарешті, став свідком смерті Фу Манчу. Незабаром після смерті свого батька Шан-Чі, несправедливо звинувачений, кинув агентство, розірвав зв'язки зі своїми колишніми союзниками, перестав бути шукачем пригод і поїхав в село у віддаленому Ян-Тіні, Китай, щоб стати рибалкою.

### Повернення
Деякий час по тому Шан-Чі повернувся з Китаю і приєднався до Тарру, Рестона і Ву. Вони билися з терористичним угрупуванням Аргуса, створеного для того, щоб змусити Сполучені Штати діяти більш агресивно проти всіх терористів. Щоб отримати інформацію, Аргус катував У, відрізавши їй ліву руку в якості повідомлення. Шан-Чі і інші врятували її, але не раніше, ніж він отримав дозу повільно діючої отрути. Перш ніж отрута могла вбити його, він був вилікуваний від її наслідків за допомогою еліксиру Фу Манчу. Після того, як з'ясувалося, що його батько все ще живий, Шан-Чі пізніше буде допомагати своїм старим союзникам (які приєдналися до МІ-6) проти нього і його раніше невідомого зведеного брата Рухомої Тіні. Місія була успішною, в результаті чого зброя його батька була знищена.

### Герої по найму
Як член відновлених Героїв з найму, Шан-Чі поклав свою силу характеру на службу своїм товаришам по команді. Обман, повставши проти героїв, намагається двічі напасти на своїх друзів і «Вулик Землі», приєднуючись до Улі, і пропонуючи Коллін Вінг і Тарантулові протягом усього життя муки. Навіть в цьому випадку, коли вмираючий Обман благає свого друга про пощаду вбити його, Шан-Чі відмовляється, поки не виявить, що Обман насправді не соромився катувати Тарантула, якщо це означало менші страждань для Коллін. Потім Шанг-Чі йде з кататонічним Тарантулом, соромлячись того, ким, як він вважав, повинен був стати бездушний вбивця.
Все ще працюючи на МІ-6, він продовжує співпрацювати з Пітом Мудрим з МІ-13 в боротьбі з валлійським драконом, який перетворився в амнезію і став людським злочинцем. Мудрий сказав Шан-Чі, що дракон (будучи за своєю суттю благородним) звільниться, як тільки згадає своє справжнє походження і озлобиться, виявивши, що це брехня. Він став наставником молодої Кіллрейвен з Землі 616.

### Героїчне століття
У сюжетній лінії Країни Тіней Шан-Чі — один з героїв, які борються з ніндзя Руки. Пізніше він працює разом з Людиною-павуком проти Містера Негатива і тимчасово забирає сили Містера Негатива, поки Людина-павук не поверне Шан-Чі в нормальний стан.
У Секретних Месниках, Стів Роджерс відстежує Шан-Чі, щоб допомогти повернути його назад в Раду Тіней, через частково воскреслого батька Шан-Чі (який помер через деякий час після їх останньої зустрічі) і використовуючого Хай-Дай, загін убивць, задля полювання на Шан-Чі. Після подальших досліджень, Звір каже Шан-Чі і Таємним Месникам, що справжня особистість його батька — це древній чаклун на ім'я Чжен Цзу, який отримав безсмертя після крадіжки однієї з життєвих сутностей своїх братів і «Фу Манчу» був просто псевдонімом. Коли Шанг-Чі і Роджерс зустрічаються з Джоном Стілом і Радою Тіней задля обміну полонених на захоплену Шерон Картер, Роджерс долає Стіла, а Шан-Чі опиняється в полоні. Поки Чжен Цзу готується пожертвувати Шан-Чі, щоб завершити своє воскресіння, Месники і Місячний Лицар нападають на нього і Раду Тіней. Принц Сиріт порушує ритуал, в результаті постійної смерті Чжен Цзу і порятунку Шан-Чі.
Відповідно до інструкцій нової Мадам Павутини, Шан-Чі почав тренувати Людину-павука кунг-фу, щоб допомогти йому компенсувати недавню втрату його павучого чуття.

### Marvel NOW!
Під час перезапуску Marvel NOW!, Шан-Чі приєднався до Месників після того, як був завербований Капітаном Америкою і Залізною Людиною.
Коли Іллюмінати піддали втручанню в свідомість Капітана Америку зі спробою знищити світи, що загрожують Землі, як частина Вторгнень, як показано в сюжеті " Час спливає ", Шанг-Чі приєднався до фракції Месників на чолі з Сонячною Плямою. Месники Сонячної плями, взявши під контроль AIM, виявили, що «точки вторгнення» (точки, в яких можна побачити світ Вторгнення, який ось-ось вразить Землю) викликали величезну кількість фізичних мутацій серед тих, хто натрапив на місця. Під час відправки Шан-Чі в точку вторгнення в Японії, Шан-Чі піддався впливу випромінювання космічного рівня, яке перетворило Шан-Чі в мутанта, здатного створювати дублікати самого себе.
Перебуваючи на місії по захопленню Кроссбоунса, Капітан Америка інформує Шан-Чі про вбивство його колишньої дівчини — Лейко Ву, скоєного Лезоруким під час її роботи під прикриттям на МІ-6 в одній з лондонських тріад. Шан-Чі їде в Лондон на похорон Лейко, і розмірковуючи в китайському кварталі (де Лейко була вбита), він піддається нападу невідомих, один з яких повідомляє Шану, що злочинний лорд Білий дракон стоїть за вбивством. До Шан-Чі наближається лідер клану тріади і колишній ворог Череполома, який пропонує йому перемир'я; Чао Сін розповідає, що він і Лейко стали коханцями, коли вона працювала під прикриттям і планувала піти з МІ-6 для нього. За допомогою Череполома і новоприбулих Дочок Дракона і Синів Тигра, Шан-Чі підтверджує, що Білий Дракон найняв Лезорукого, щоб вбити Лейко через її зв'язки з вождем клану-суперників — Череполомом, і виявив, що Білий Дракон має доступ до Мао Шан Пай, потужної китайської чорної магії. Шан-Чі і Череполом проникають в маєток Білого Дракона, де вони виявляють кімнату з обезголовленими головами зниклих лідерів тріади. Двоє з них борються з Білим Драконом, але стають захоплені братом Шан-Чі, Північним Сонцем, який показує себе справжнім натхненником Білого Дракона. За допомогою книги заклинань Мао Шань Пай, взятої людьми Білого Дракона, М'Най планує використовувати цю магію, щоб отримати владу над кланами тріади, нарешті виконавши спадщину Чжен Цзу. Вони потребують лідера клану, щоб завершити ритуал, Північне Сонце обезголовлює Білого Дракона і Череполом і продовжує читати заклинання. Замість того, щоб дати йому силу, заклинання воскрешає Лейко з пролитої крові Чао. Мстива і чорна магія, якою володіє Лейко, показує, що Череполом зробив її лідером свого клану перед смертю; Смерть Чао зробила ритуал недійсним і замість цього повернула її з мертвих, щоб покарати Північне Сонце. Шан-Чі нокаутує Північне Сонце під час їхнього бою, в той час як Лейко жорстоко перемагає Лезорукого, відриваючи його леза. Лейко використовує свої знову придбані здібності, щоб закликати мертвих духів Череполама, Білого Дракона і інших мертвих лідерів тріади, які тягнуть Північне Сонце в своє царство. Коли Лейко намагається вбити понівечений Лезорукого, Шан-Чі благає свого колишню коханку зупинитися. Блек Джек Тарр (нині директор МІ-6) і його люди роблять набіг на маєток; Солдати Лезорукого і Білого Дракона заарештовані, поки Лейко тікає. Перед від'їздом з Лондона Шан-Чі залишає фотографію його і Лейко коло її могили, котру пізніше забирає Лейко.

### Захисники
Шан-Чі приєднується до декількох інших азійських американських супергероїв (Халк (Амадеус Чо), Шовк, Міс Марвел, Джиммі Ву і агент щита Джейк О) для збору коштів у Флашингу, Квінс. Пізніше, поки група проводить ніч в Кореаттауні, Манхетен потрапив в засідку інопланетного принца-регента Фалкана і його невеликої армії з Секнарфа-сьомого. Шан-Чі і його союзники ненадовго відбивають загарбників, перш ніж вони і велика група свідків переміщуються біля Секнарфа-сьомого, де Фалкан вимагає, щоб група запропонувала кілька людей для їжі протягом певного часу. Дублюючи свою групу «Захисники», Ву об'єднує групу і свідків задля того, щоб втекти, в той час як Шанг-Чі веде атаку з Шовком і Міс Марвел. Захисники в кінцевому підсумку можуть звільнити себе і перемогти Фалкана і його сили за допомогою сторонніх спостерігачів.

### Таємна Імперія
У Таємній Імперії, Шан-Чі був бранцем Гідри в Мадріпурі після захоплення Гідрою Сполучених Штатів. Після поразки Вулика і Горгони, Тоні Старк знаходить його і заявляє, що у нього більше немає уламка Космічного Куба. Спогади показали, що Емма Фрост забрала в нього уламок Космічного Кубу, коли він був без свідомости. Шанг-Чі пізніше бачили в підпіллі, коли він і інші супергерої боролися з силами Гідри в Вашингтоні.

### Доміно
Шукаючи спосіб керувати своєю здатністю домінувати удачею, Доміно приходить до Шан-Чі (якого порадив їй її товариш по команді Захисників, Амадеус Чо) під час свого відступу на острові Лантау для навчання. Після довгих тренувань вони проводять романтичну ніч в Гонконзі, але потрапляють в засідку в нічному клубі з великою групою ворогів на чолі з Північчю. Доміно і Шанг-Чі перемагають їх відносно легко. Зрештою їм протистоїть Топаз, якого Доміно перемагає, використовуючи вчення Шан-Чі. Незважаючи на прохання Шан-Чі про помилування, Доміно вбиває Топаза. Розчарований, Шан-Чі розлучається з Доміно і перестає бути її вчителем.

## Сили і здібності
Хоча ніколи не було точно встановлено, наскільки багаті бойові навички Шан-Чі, він переміг численних надлюдських супротивників. Шан-Чі класифікується як спортсмен, але він є одним з кращих не надлюдей в бойових мистецтвах і присвятив більшу частину свого життя саме їм, дехто називає його найбільшим борцем з порожніми руками і практиком кунг-фу з живих, Велика частина його фізичних здібностей, здається, виникає з його майстерности в ці, що часто дозволяє йому перевершити фізичні обмеження звичайних спортсменів. Він також продемонстрував здатність ухилятися від куль з кулеметів і снайперських гвинтівок і здатний відображати постріли з допомогою своїх поручів. Шан-Чі також добре навчений мистецтву концентрації і медитації і є експертом в області різної ручної зброї, включаючи мечі, палиці, Калі палички, нунчаки і сюрікени.
Через його майстерність в бойових мистецтвах Шан-Чі є дуже затребуваним учителем і наставником багатьох персонажів в кунг-фу і рукопашному бою. Серед найбільш видатних учнів і спаринг-партнерів Шан-Чі були Капітан Америка, Людина-павук, Росомаха, і Доміно. Ще одним свідченням його майстерности інструктора було під час Війни Царств, де він зміг за короткий час навчити групу новачків, до того моменту, коли його підопічні змогли легко відбитися від армії потужних Вогняних Демонів, використовуючи методи, яким він їх навчав.
Він також дуже співзвучний з ці, випромінюваної всіма живими істотами, до такої міри, що він зміг виявити Джин Грей в псіонічній масці, відчуваючи її енергію.
Свого часу з Месниками, Шан-Чі було дано спеціальне обладнання Тоні Старка, в тому числі пара браслетів збільшуючих його міцність і пару репульсорів, що дозволило йому зосередити свою ці таким чином. Після впливу космічного випромінювання від вторгнень, Шан-Чі зміг створити необмежену кількість копій себе.

## Поява поза коміксами

### Фільм
За словами Маргарет Леш, в 1980-х роках Стен Лі розглядав Брендона Лі на роль Шан-Чі та зустрівся з актором і його матір'ю Ліндою Лі, щоб обговорити потенційний фільм чи телесеріал за участю персонажа.
У 2006 році Шан-Чі був обраний в якості одного з багатьох персонажів у фільмі Marvel Studios спільно з Paramount Pictures, разом з Капітаном Америкою, Ніком Ф'юрі, Доктором Стрендж, Соколиним оком, Чорною пантерою, плащем і Кинджалом.
У грудні 2018 року Marvel Studios найняла Девіда Каллахама для написання сценарію для фільму «Шан-Чі» в кіновсесвіту Marvel. У березні 2019 року Дестін Даніель Креттон був призначений режисером. 17 червня 2019 року Хестаг Шоу повідомило, що Люди Лін і Росс Батлер були в короткому списку на головну роль. Ганстіс Сікс, звуковий режисер фільму " Тор: Раґнарок", сказав в інтерв'ю, що зйомки будуть проходити в Австралії. На SDCC в 2019 році було оголошено, що Сіму Лю зіграє персонажа у фільмі "Шан-Чі та легенда десяти кілець", який був випущений у вересні 2021 роки як двадцять п'ята стрічка в кіновсесвіту.

### Відеоігри
Шан-Чі — персонаж в мобільних іграх Marvel: Future Fight і Marvel: Contest of Champions.